# Kowanyama Shire
Koordinaten: 15° 28′ S, 141° 44′ O

Das Aboriginal Shire of Kowanyama ist ein lokales Verwaltungsgebiet (LGA) im australischen Bundesstaat Queensland. Das Gebiet ist 2555 km² groß und hat etwa 950 Einwohner.

## Geografie
Das Shire liegt an der Westküste der Kap-York-Halbinsel im Norden des Staats am Golf von Carpentaria etwa 500 km westlich von Cairns und 1830 km nördlich der Hauptstadt Brisbane.
Fast alle Einwohner leben in der Siedlung Kowanyama im Süden der LGA am Magnificent Creek.

## Geschichte
Kowanyama heißt in der Sprache Yir-Yoront der Aborigines "viele Wasser" und bezieht sich auf das nördlich gelegene Flussdelta des Mitchell River. Am Topsy Creek entstand 1905 die erste Mission, die 1919 nach Norden verlegt wurde. 1964 zerstörte ein Zyklon die Mission, sie wurde wieder aufgebaut und unter behördliche Verwaltung gestellt. 1987 wurde den Ureinwohnern ein 250 km² großes Stück Land überschrieben, über das sie die Kontrolle übernahmen. 2004 wurde das Kowanyama Shire gegründet, das neben der Siedlung das ganze Flussdelta umfasst, und so den Aborigines lokale Selbstverwaltung gewährt.

## Verwaltung
Der Kowanyama Council hat fünf Mitglieder. Der Mayor (Bürgermeister) und vier weitere Councillor werden von allen Bewohnern des Shires gewählt. Die LGA ist nicht in Wahlbezirke unterteilt.